# Giocagiò
Giocagiò è stato un programma televisivo italiano per bambini, trasmesso sul Programma Nazionale fra il novembre 1966 e il dicembre 1969, su format della BBC.

## La programmazione
Andava in onda il lunedì, il mercoledì e il sabato alle ore 17:00 per la regia di Marcella Curti Gialdino: i primi presentatori sono stati gli attori Lucia Scalera e Nino Fuscagni, quindi si sono alternati o succeduti Elisabetta Bonino, Saverio Moriones, Cecilia Sacchi e Claudio Lippi.
Giocagiò apriva le trasmissioni del Programma Nazionale, che all'epoca iniziavano appunto alle 17, e non faceva parte della "TV dei ragazzi", che andava in onda alle 17:45, ma la anticipava: una sorta di prologo rivolto in particolare ai bambini non ancora scolarizzati – tant'è che la dicitura ufficiale era infatti "per i più piccini: « Giocagiò », rubrica realizzata in collaborazione con la BBC".
Durava trenta minuti, poi era seguita dal « Telegiornale » (in quegli anni era la prima edizione, delle tre complessivamente proposte sul Programma Nazionale), quindi dalla vera e propria "TV dei ragazzi".
Negli anni la collocazione ebbe poi qualche temporaneo cambiamento (d'orario, di giorno, di canale): nel 1967 andò in onda per un periodo sul Secondo Canale, mentre nel 1968 fu in certe occasioni posticipato alle 18,15; sempre nel 1968, d'estate, venne proposto un album di Giocagiò, intitolato Il viaggio di Nino e presentato da Nino Fuscagni.

## Le caratteristiche
Scopo del programma era insegnare, in modo divertente e leggero, attività manuali e pratiche come la costruzione di semplici giochi con oggetti d'uso comune, presenti in ogni casa (quali cartone, giornali, bottoni, forbici, colla), o la cura di piante, fiori e animali, o piccoli esperimenti "scientifici".
Completamente realizzato in studio, era ambientata in una casa – ricostruita nel centro di produzione Rai di Roma – dove i conduttori avevano a disposizione un grande tavolo con tanti pennelli, pastelli e matite (colorati, ma la trasmissione era in bianco e nero), scatole, un cestone pieno di giochi, vasi di fiori e alcuni animaletti domestici (due canarini, due pesciolini, un gatto e un coniglio). In fondo alla scenografia, tre finestre di forma diversa: quella rotonda si "apriva" sul mondo dei piccoli oggetti realizzabili con materiali di riciclo; la quadrata dava sul giardino, per spiegare come si curano piante e animali da compagnia; l'ultima, ad arco, era dedicata all'affascinante mondo delle esperienze chimico-fisiche riproducibili in casa (per esempio sagomare a barca un cartoncino, incastrargli sul retro una scheggia di sapone e deporlo in una bacinella d'acqua per vederlo muoversi "magicamente" come un piccolo motoscafo).

## Il successo
I primi due presentatori, Fuscagni e Scalera, divennero ben presto i beniamini di milioni di bambini, e l'allegra  filastrocca che faceva da sigla al programma («Qui c'è una casa  / qui c'è una porta,  / bussiamo: si può? /  La chiave giriamo / ed eccoci a Giocagiò!») fu subito familiare e cara al suo pubblico.

## La critica
Nella "garzantina" dedicata alla televisione, Aldo Grasso ha scritto che i giovanissimi telespettatori venivano «sollecitati con premure materne a ingegnarsi nelle attività ricreative e pratiche […] il tutto con divertimento e leggerezza.»

## La fine della trasmissione
Nel gennaio 1970 Giocagiò fu sostituito da un programma completamente diverso, che però lo richiamava nel titolo: Il paese di Giocagiò.